# Anchor Bay Entertainment
Pour les articles homonymes, voir Anchor Bay.
Anchor Bay Entertainment (anciennement Video Treasures et Starmaker Entertainment) était une société américaine de divertissement et de production à domicile. C'était une filiale de Starz Inc. Anchor Bay Entertainment a commercialisé et vendu des longs métrages, des séries, des émissions spéciales télévisées et des courts métrages aux consommateurs du monde entier. En 2004, Anchor Bay a accepté que ses films soient distribués par 20th Century Fox Home Entertainment et a renouvelé son contrat en 2011. En 2017, un an après Starz a lancé une division de divertissement à domicile, le groupe a fusionné Anchor Bay Entertainment à Lionsgate Home Entertainment.

## Anciens Noms
- Video Treasures
- Starmaker Entertainment
- MNTEX Entertainment
- Teal Entertainment
- Burbank Video
- Troy Gold
- Viking Video Classics
- Drive Entertainment
- GTS Records
- Media Home Entertainment
- Strand Home Video